# Oberkurzheim
Oberkurzheim är en ort i kommunen Pöls-Oberkurzheim i distriktet Murtal i förbundslandet Steiermark i Österrike.  Oberkurzheim var tidigare en självständig kommun, men blev den 1 januari 2015 en del av nybildade kommunen Pöls-Oberkurzheim.
Kommunen bestod av åtta orter (Ortschaften) (inom parentes invånarantal 1 januari 2024):

- Götzendorf (93)
- Katzling (135)
- Mauterndorf (170)
- Mosing (23)
- Oberkurzheim (109)
- Thaling (69)
- Unterzeiring (16)
- Winden (53)